# اد پریش سندرز
اِد پریش سندرز (به انگلیسی: Ed Parish Sanders) (متولد ۱۸ آوریل ۱۹۳۷ – درگذشته ۲۱ نوامبر ۲۰۲۲)، پژوهشگر عهد جدید و الهی‌دان پروتستان اهل آمریکا بود. او به عنوان اصلی‌ترین طرفدار "دیدگاه نوین درباره پولس" شناخته می‌شود. سندرز یکی از محققان برجسته در زمینه عیسی تاریخی بود و به این دیدگاه که عیسی بخشی از یک جنبش نوسازی در درون یهودیت بود، کمک کرد. او از سال ۱۹۹۰ تا زمان بازنشستگی‌اش در سال ۲۰۰۵، استاد دین در دانشکده هنر و علوم دانشگاه دوک در کارولینای شمالی بود.
سندرز عضو آکادمی بریتانیا بود. در سال ۱۹۶۶، او مدرک دکترای الهیات خود را از مدرسه علمیه الهیات یونیون در نیویورک سیتی دریافت کرد. در سال ۱۹۹۰، او مدرک دکترای ادبیات را از دانشگاه آکسفورد و مدرک دکترای الهیات را از دانشگاه هلسینکی دریافت کرد. او ۱۳ کتاب و مقالات متعددی را به تنهایی، با همکاری دیگران، یا به عنوان ویراستار به چاپ رساند. او جوایز متعددی از جمله جایزه گراومایر سال ۱۹۹۰ از دانشگاه لوئیزویل و مدرسه علمیه الهیات پروتستان لوئیزویل برای بهترین کتاب در زمینه دین، "عیسی و یهودیت" (انتشارات فورترس، ۱۹۸۵) را دریافت کرد.

## زندگی‌نامه
سندرز در ۱۸ آوریل ۱۹۳۷ در گرند پریری، تگزاس متولد شد. او در کالج وسلیان تگزاس (کنونی دانشگاه وسلیان تگزاس) (۱۹۵۵-۱۹۵۹) و دانشکده الهیات پرکینز در دانشگاه متدیست جنوبی (۱۹۵۹-۱۹۶۲) تحصیل کرد. او یک سال (۱۹۶۲-۱۹۶۳) را به تحصیل در گوتینگن، دانشگاه آکسفورد و اورشلیم گذراند.
بین سپتامبر ۱۹۶۳ و می ۱۹۶۶، سندرز در مدرسه علمیه الهیات یونیون در نیویورک سیتی برای اخذ مدرک دکترای الهیات خود تحصیل کرد. پایان‌نامه او با عنوان "گرایش‌های سنت هم‌نوا" (که در سال ۱۹۶۹ توسط انتشارات دانشگاه کمبریج منتشر شد؛ و در سال ۲۰۰۰ توسط ویپف اند استاک تجدید چاپ شد) از نقد صورت برای بررسی اینکه آیا سنت انجیل به روش‌های ثابتی تغییر کرده است یا خیر، استفاده کرد. استاد راهنمای این پایان‌نامه دبلیو. دی. دیویس بود.
سندرز از سال ۱۹۶۶ تا ۱۹۸۴ در دانشگاه مک‌مستر (همیلتون، آنتاریو) تدریس کرد. در سال ۱۹۶۸ او بورسیه‌ای از شورای کانادا دریافت کرد و یک سال را در اسرائیل به مطالعه یهودیت ربانی گذراند. در سال ۱۹۸۴، او به عنوان استاد دین ایرلند در تفسیر کتاب مقدس در دانشگاه آکسفورد و عضو کالج کوئین مشغول به کار شد؛ این سمت‌ها را تا زمان انتقال به دانشگاه دوک در سال ۱۹۹۰ حفظ کرد. او همچنین به عنوان استاد و مدرس مدعو در کالج ترینیتی، دوبلین و دانشگاه کمبریج فعالیت داشت. سندرز در ۲۱ نوامبر ۲۰۲۲ در سن ۸۵ سالگی درگذشت.

## آثار منتخب

### کتاب‌ها
- Sanders, E. P. (1969). The Tendencies of the Synoptic Tradition (Ph.D.). Cambridge: Cambridge University Press. ISBN 0-521-07318-9.
- ——— (1977). Paul and Palestinian Judaism. London: SCM Press. ISBN 0-8006-1899-8.
- ———; Baumgarten, Albert I.; Mendelson, Alan; Meyer, Ben F., eds. (1980). Jewish and Christian Self-Definition, Volume 1: The Shaping of Christianity in the Second and Third Centuries. London: SCM Press. ISBN 978-0-3340-0818-7.
- ———; Baumgarten, Albert I.; Mendelson, Alan, eds. (1981). Jewish and Christian Self-Definition, Volume 2: Aspects of Judaism in the Graeco-Roman Period. London: SCM Press. ISBN 978-0-3340-0819-4.
- ———; Meyer, Ben F., eds. (1982). Jewish and Christian Self-Definition, Volume 3: Self-definition in the Graeco-Roman World. London: SCM Press. ISBN 978-0-3340-0822-4.
- ——— (1983). Paul, the Law, and the Jewish People. Minneapolis, MN: Augsburg Fortress Publishers. ISBN 0-8006-1878-5.
- ——— (1985). Jesus and Judaism. London: SCM Press. ISBN 0-334-02091-3.
- ———; Davies, Margaret (1989). Studying the Synoptic Gospels. London: SCM Press. ISBN 0-334-02342-4.
- ——— (1990). The Question of Uniqueness in the Teaching of Jesus (The Ethel M. Wood Lecture, 15 February 1990). London: University of London. ISBN 0-718-70961-6.
- ——— (1990). Jewish Law from Jesus to the Mishnah. London: SCM Press. ISBN 0-334-02102-2.
- ——— (1991). Paul. Oxford: Oxford Paperbacks. ISBN 0-19-287679-1.
- ——— (1992). Judaism: Practice and Belief. London: SCM Press. ISBN 0-334-02470-6.
- ——— (1993). The Historical Figure of Jesus. London: Penguin Books. ISBN 0-14-014499-4.
- ——— (2001). Paul: A Very Short Introduction. Oxford: Oxford Paperbacks. ISBN 0-19-285451-8.
- ——— (2015). Paul: The Apostle's Life, Letters, and Thought. Minneapolis, MN: Fortress Press. ISBN 978-0-80-062956-4.

### Articles and chapters
- ——— (1973). "Patterns of Religion in Paul and Rabbinic Judaism: A Holistic Method of Comparison". Harvard Theological Review. 66 (4): 455–478. doi:10.1017/S0017816000018125. S2CID 170911418.
- ——— (1993). "Jesus in Historical Context". Theology Today. 50 (3): 429–448. doi:10.1177/004057369305000309. S2CID 147203393.
- ——— (1996). "Jesus' Relation to Sepphoris".  In Nagy, Rebecca Martin; Meyers, Eric M.; Meyers, Carol L.;  et al. (eds.). Sepphoris in Galilee: Crosscurrents of Culture. Raleigh: North Carolina Museum of Art. pp. 75–79. ISBN 978-0-8825-9971-7.
- ——— (2001). "Jesus' Galilee".  In Dunderberg, Ismo;  et al. (eds.). Fair Play: Diversity and Conflicts in Early Christianity: Essays in Honor of Heikki Räisänen. Novum Testamentum Supplements. Vol. 103. Leiden: Brill. pp. 3–41. ISBN 978-9-0041-2359-5.
- ——— (2010). "Jesus of Nazareth".  In Collins, John J.; Harlow, Daniel C. (eds.). The Eerdmans Dictionary of Early Judaism. Grand Rapids, MI: Eerdmans. pp. ?. ISBN 978-0-8028-2549-0.

## جشن‌نامه
- Udoh, Fabian E., ed. (2008). Redefining First-Century Jewish and Christian Identities: essays in honor of Ed Parish Sanders. Christianity and Judaism in Antiquity. Vol. 16. Notre Dame, IN: University of Notre Dame Press. ISBN 978-0-268-04453-4. OCLC 227031660.